# Relations entre la Bulgarie et la Hongrie
Les relations entre la Bulgarie et la Hongrie sont établies en 1920. La Bulgarie a une ambassade à Budapest tandis que la Hongrie a une ambassade à Sofia ainsi qu'un consulat-honoraire à Varna. Les deux pays sont membres de l'Organisation du traité de l'Atlantique nord (OTAN) et de l'Union européenne.

## Histoire
Les deux États ont été alliés lors de la Première Guerre mondiale.